# Hrabstwo Bulloch

Piramida wieku hrabstwa

Hrabstwo Bulloch (ang. Bulloch County) – hrabstwo w stanie Georgia w Stanach Zjednoczonych. Jego siedzibą administracyjną jest Statesboro.

## Geografia
Według spisu z 2000 obszar całkowity hrabstwa obejmuje powierzchnię 688,84 mil2 (1784,09 km²), z czego 682,07 mil2 (1766,55 km²) stanowią lądy, a 6,77 mil2 (17,53 km²) stanowią wody. 

### Miejscowości
- Brooklet
- Portal
- Register
- Statesboro

### Sąsiednie hrabstwa
- Hrabstwo Screven (północ)
- Hrabstwo Effingham (wschód)
- Hrabstwo Bryan (południowy wschód)
- Hrabstwo Evans (południowy zachód)
- Hrabstwo Candler (zachód)
- Hrabstwo Emanuel (północny zachód)
- Hrabstwo Jenkins (północny zachód)

## Demografia
Według spisu z 2020 roku liczy 81,1 tys. mieszkańców, co oznacza wzrost o 15,5% w porównaniu z poprzednim spisem z roku 2010. Według danych pięcioletnich z 2021 roku 66,1% to biali (62,7% nie licząc Latynosów), 29,5% czarnoskórzy lub Afroamerykanie, 2,2% miało rasę mieszaną, 1,4% Azjaci, 0,5% to rdzenna ludność Ameryki i 0,2% pochodziło z wysp Pacyfiku. Latynosi stanowili 4,6% populacji hrabstwa.
Poza osobami pochodzenia afroamerykańskiego, do największych grup należały osoby pochodzenia angielskiego (9,7%), irlandzkiego (7,8%), niemieckiego (6,3%), „amerykańskiego” (5,2%) i  szkockiego lub szkocko–irlandzkiego (3,3%).

## Religia
W 2020 roku największe grupy pod względem członkostwa to baptyści (ok. 15 tys.), metodyści (6 tys.), inni ewangelikalni (ponad 5 tys.), katolicy (1,3 tys.), świadkowie Jehowy (676) i mormoni (517).

## Polityka
Hrabstwo jest przeważająco republikańskie, gdzie w wyborach prezydenckich w 2020 roku, 61,1% głosów otrzymał Donald Trump i 37,4% przypadło dla Joe Bidena.   